# Ronaldo da Costa
Ronaldo da Costa (Descoberto, Minas Gerais, Brasil, 7 de junio de 1970) es un atleta brasileño especializado en pruebas de fondo. Su logro más importante es que fue plusmarquista mundial de maratón con 2h06:05 al ganar la maratón de Berlín, superando la marca lograda 10 años atrás por Belayneh Densamo y manteniendo la plusmarca desde el 20 de septiembre de 1998 hasta el 14 de abril de 2002 cuando se lo arrebató el atleta marroquí Khalid Khannouchi.

## Carrera deportiva
De origen humilde, tiene un hermano gemelo y son los más pequeños de una familia numerosa con 11 hermanos. Precisamante fue su hermano gemelo Romildo quien le inscribió en una carrera que se realizaba en el municipio donde nacieron para que la hicieran juntos. Ronaldo quedó segundo y Ronildo tercero. A raíz de este pequeño éxito ambos empezaron a compaginar atletismo y fútbol, más tarde Ronaldo dejó el fútlbol y Romildo el atletismo. Pero no fue hasta el año 1992 cuando realmente se hizo atleta profesional al ocupar el tercer lugar en el Campeonato brasileño de media maratón, consiguiendo un lugar en la selección brasileña para disputar el mundial. En el año 1994 consigue marcas y resultados de repercusión mundial al conseguir una medalla de bronce en el Campeonato mundial de media maratón, escoltando en el pódium a atletas ya consagrados internacionalmente como Khalid Skah y Germán Silva. Este mismo año consigue una medalla de oro (5 000m) y otra de plata (10 000m) en los Juegos Iberoamericanos de Atletismo disputados en Mar del Plata. Como colofón a este gran año ganó la prestigiosa carrera de San Silvestre de Sao Paulo.
En 1998, obtuvo la medalla de oro tanto en el Campeonato Sudamericano de Media Maratón, realizado en Río de Janeiro, como en la Maratón de Berlín. En esta última competencia consiguió hacer 2h06:05, marca que sigue siendo el récord brasileño y sudamericano.

## Mejores Marcas[5]
- 3000 m: 7:59.34 - 1 de enero de 1998.
- 5.000m: 13:37.37 - 25 de junio de 1993.
- 10.000m: 28:07.73 - Richmond,1 de junio de 1996.
- 15 km: 42:41 - Tampa, 26 de febrero de 1994.
- Media Maratón:	1h00:54 - Oslo, 24 de septiembre de 1994.
- Maratón: 2h06:05 - Berlín - 20 de septiembre de 1998.